# Machimus indianus
Machimus indianus är en tvåvingeart som beskrevs av Ricardo 1919. Machimus indianus ingår i släktet Machimus och familjen rovflugor. Inga underarter finns listade i Catalogue of Life.